# Shein
Shein este un retailer de modă rapidă. Fondat în Nanjing, China, în octombrie 2008 ca ZZKKO de către antreprenorul Chris Xu, Shein a devenit cel mai mare retailer de modă din lume începând cu 2022. Compania are în prezent sediul în Singapore.
Cunoscut pentru vânzarea de articole de îmbrăcăminte relativ ieftine, succesul lui Shein a fost atribuit popularității sale în rândul consumatorilor din generația Z. Compania a fost inițial comparată cu o afacere drop shipping, deoarece nu a fost implicată în proiectare și producție, ci aprovizionarea cu produse de pe piața angro de îmbrăcăminte din Guangzhou. Începând cu 2012, Shein a început să-și stabilească propriul sistem de lanț de aprovizionare, transformându-se într-un retailer complet integrat. Compania și-a stabilit lanțul de aprovizionare în Guangzhou cu o rețea de peste 3.000 de furnizori începând cu 2022.
În 2022, compania și-a mutat complet sediul din China în Singapore din motive de reglementare, expansiune internațională și financiară, păstrând în același timp lanțurile de aprovizionare și depozitele în China. În 2022, Shein a generat venituri de 24 de miliarde de dolari, o sumă aproape la fel de mare ca retailerii consacrați Zara și H&M. Shein a fost evaluat la 100 de miliarde de dolari după o rundă de finanțare în aprilie 2022. Potrivit Bloomberg Businessweek și alții, modelul de afaceri Shein a beneficiat de pe urma războiului comercial China-Statele Unite ale Americii, în special în ceea ce privește avantajele fiscale. În ultimii ani, Shein s-a trezit în mijlocul unor dispute privind mărcile comerciale, procese care implică concurenți, preocupări legate de siguranța produselor, precum și acuzații de evaziune fiscală și implicare în dreptul muncii și încălcări ale drepturilor omului.

## Istorie

### 2008–2012: înființarea și modelul de afaceri timpuriu
Shein, numit inițial ZZKKO, a fost fondat în China în 2008 de către antreprenorul și specialistul în marketing în optimizarea motoarelor de căutare (SEO) Chris Xu (Xu Yangtian). Informațiile despre educația și cariera lui Xu rămân evazive din 2022, sursele aflate în conflict cu detaliile biografiei sale. Potrivit The Guardian, unele surse l-au descris ca fiind un chinez-american care a absolvit Universitatea George Washington (GWU). Cu toate acestea, alte surse indică faptul că Xu s-a născut în 1984 în provincia Shandong și a fost educat la Universitatea de Știință și Tehnologie din Qingdao. The Guardian notează că Xu este descris în media chineză ca un student mediu de origini sărace. Shein a insistat că Xu s-a născut în China.
Site-ul web SheInside.com a fost înregistrat în martie 2011, făcându-se reclamă ca „o companie lider mondială de rochii de mireasă”, deși a vândut și îmbrăcăminte generală pentru femei. Compania și-a achiziționat articolele de pe piața angro de îmbrăcăminte din Guangzhou, care este un centru central pentru mulți dintre producătorii și piețele de îmbrăcăminte ale companiei.
La acea vreme, Shein nu avea nicio implicare în proiectarea sau producția articolelor de îmbrăcăminte; a funcționat în mod similar cu o firmă de drop shipping, care vinde articole de la angrosiști terți direct clienților internaționali.

### 2012–2019: rebranding și statutul de retailer
Shein și-a făcut produsele disponibile în Spania, Franța, Rusia, Italia și Germania la începutul anilor 2010; precum și vânzarea de produse cosmetice, pantofi, poșete și bijuterii, în plus față de îmbrăcămintea pentru femei. În 2012, compania a creat site-ul actual și a început să folosească marketingul pe rețelele sociale colaborând cu bloggeri de modă pentru cadouri și articole publicitare pe Facebook, Instagram și Pinterest.
În 2014, Shein a achiziționat Romwe, un retailer chinez de comerț electronic, făcându-l un „retail complet integrat”. Până în 2016, compania avea 100 de angajați și își stabilise deja sediul în Guangzhou. Numele companiei s-a schimbat din nou în 2015 din Sheinside în Shein, susținând că are nevoie de un nume mai simplu de reținut și ușor de găsit online.
Până în 2016, Xu a adunat o echipă de 800 de designeri și producători care au produs îmbrăcăminte cu marca Shein. Compania a început să-și îmbunătățească lanțul de aprovizionare, excluzând vânzătorii care au furnizat articole sau fotografii de calitate scăzută.

#### Înregistrare în Singapore
În 2019, Roadget Business Pte, înregistrată în Singapore, a enumerat Chris Xu și alții ca reprezentanți. Până în 2021, dosarul corporativ din China arată că Shein și-a anulat principala activitate, Nanjing Top Plus Information Technology Co Ltd. Documentele din Singapore arată că Roadget este o entitate juridică care operează site-ul web global al Shein și deține mărcile comerciale ale lui Shein.

### 2020 – prezent
Pe fondul pandemiei de COVID-19 din 2020, se pare că a realizat venituri de 10 miliarde de dolari, făcându-l al șaptelea an consecutiv cu o creștere a vânzărilor de peste 100% pentru companie. Din octombrie 2020, Shein era cea mai mare firmă de modă online din lume. Shein a fost remarcat pentru că a fost unul dintre cei care au adoptat TikTok ca instrument de promovare, iar capacitatea firmei de a face publicitate articolelor virale i-a sporit popularitatea.
Până în noiembrie 2021, Shein a crescut de la o companie evaluată la 15 miliarde de dolari la una evaluată la 30 de miliarde de dolari. Potrivit Ernest Analytics, Shein a devenit cel mai mare retailer de fast fashion din Statele Unite în 2021 și, de asemenea, se lansase online în Mexic.
Un sondaj efectuat pe 7.000 de adolescenți americani în 2022 l-a clasat pe Shein drept al doilea site preferat de comerț electronic al lor.
În 2022, Shein și-a mutat sediul în Singapore.
În aprilie 2022, Shein a strâns 1 miliard de dolari până la 2 miliarde de dolari în finanțare privată și a revendicat 28% din piața fast fashion din SUA. Din mai 2022, este cea mai mare firmă de fast fashion din lume. Într-un articol din mai 2022 din Fortune, compania a fost descrisă ca fiind destinată consumatorilor din generația Z în timp ce folosește date mari și producție rapidă chineză pentru a proiecta rapid îmbrăcăminte la prețuri mai mici. Compania a fost evaluată la 100 de miliarde de dolari.
În octombrie 2022, The Wall Street Journal a raportat că Shein a generat venituri de 24 de miliarde de dolari în 2022, devenind aproape la fel de mare ca mărcile tradiționale de fast fashion, cum ar fi Zara și H&M. Ceilalți concurenți ai săi includ ASOS, Fashion Nova, Forever 21, PrettyLittleThing, Temu și TopShop. În august 2023, Shein și SPARC Group (compania care deține Forever 21) au intrat într-o societate mixtă în care fiecare companie a achiziționat un pachet minoritar al celeilalte.

#### Extindere în America de Nord și potențială IPO
Shein și-a lansat piața, cu furnizori terți, în Brazilia și Statele Unite în mai 2022. În 2022, Shein a înființat un centru de distribuție în Whitestown, Indiana, cu planuri de a deschide mai multe facilități de distribuție în sudul Californiei și nord-estul SUA. În noiembrie 2022, Shein a deschis un nou birou corporativ și un centru de distribuție în Markham, Ontario, pentru a funcționa ca principalul centru de distribuție al Shein în Canada. Vânzările în 2022 au fost de 23 de miliarde de dolari.
În iulie 2023, Shein a anunțat investitorilor că a înregistrat cele mai mari profituri înregistrate în prima jumătate a anului. Compania a avut o valoare estimată de 66 de miliarde de dolari, o scădere față de valoarea estimată de 100 de miliarde de dolari în 2022, potrivit The Wall Street Journal. În februarie 2023, Marcelo Claure a fost numit președinte al operațiunilor latino-americane ale Shein. Potrivit rapoartelor, în 2023, deși încă domiciliat în Singapore, Shein a provenit în principal de la producători din China. În 2023, Shein avea 100 de fabrici în Brazilia și și-a conturat planuri de a crește acest număr la 2.000. În iunie 2023, compania s-a confruntat cu o reacție online după ce niște influenceri internaționali au făcut un turneu și și-au promovat facilitățile în China.
În 2023, The Information a raportat că reprezentanții Shein au avut discuții informale cu giganții tehnologici din SUA Amazon și Google despre o potențială investiție în companie. Raportul notează că compania era de așteptat să debuteze la Bursa de Valori din New York (NYSE) în viitor. În august 2023, Shein a primit un ordin de restricție temporar în SUA împotriva rivalului său competitiv Temu într-un caz de încălcare a mărcii comerciale. Ei au fost, de asemenea, implicați în procese americane unul împotriva celuilalt, cu acuzații de monopolizare. În iunie 2023, compania a anunțat intenția de a deschide un depozit în Mexic pentru o „punctură mai mare” în America Latină. În decembrie 2023, Temu l-a dat în judecată pe Shein, invocând interferențe ilegale cu furnizorii săi.

## Marketing
Shein este disponibil prin intermediul site-ului său web și prin intermediul aplicațiilor mobile dedicate; este distribuit pe Google Play Store, App Store, Galaxy Store și Huawei AppGallery. Potrivit CNN, TikTok joacă un rol important în atragerea clienților către site-ul web al companiei, datorită tendinței TikTok de a cumpăra haine de la Shein și de a prezenta hainele Shein publicului lor ca un videoclip standard de transport. Pe 17 mai 2021, numărul de descărcări de aplicații lui Shein l-a depășit pe cel de la Amazon. Shein a fost a doua cea mai populară aplicație de cumpărături la nivel global în 2021 și cea mai descărcată aplicație în mai 2022.
Shein pretinde că folosește psihologia noii generații și implementează strategii de marketing în consecință pentru a obține creștere. În 2020, Shein a fost cel mai discutat brand pe TikTok și YouTube și al patrulea cel mai discutat brand pe Instagram. Prețurile sale scăzute atrag adolescenții cumpărători de pe internet cu bugete mici pentru a posta ceea ce au cumpărat pe rețelele sociale.
Pentru creșterea utilizatorilor, compania oferă prețuri relativ mici pentru a promova cererea. Cu mai multe cheltuieli, clienții pot fi recompensați cu mai multe reduceri, care sunt încurajate să fie aplicate la următoarea lor sesiune de cumpărături. Shein nu numai că folosește sistemul său de recomandare bazat pe algoritmi, ci și atrage clienții să viziteze frecvent platforma pentru a face sarcini, cum ar fi adăugarea de articole în coșul lor, vizionarea streamurilor live, efectuarea de recenzii a articolelor deja achiziționate și a se alătura show-ului său de concurs, pentru a câștiga puncte care pot fi răscumpărate ulterior.

## Fabricație
Inițial, Shein nu și-a proiectat hainele. Compania și-a aprovizionat în principal îmbrăcămintea de pe piața de îmbrăcăminte angro din China din Guangzhou. Cu toate acestea, Shein a devenit un retailer complet integrat în 2014, când și-a asigurat sistemul de lanț de aprovizionare. Acum, compania folosește o rețea de parteneri de producție și furnizori pentru a-și realiza și livra produsele.
Shein face predicții asupra tendințelor și produce articole la trei zile după identificarea unei tendințe. De asemenea, Shein își limitează comenzile la loturi mici de aproximativ 100 de articole pentru a măsura interesul clienților. Dimensiunile comenzilor sunt mărite doar dacă loturile mici se descurcă bine cu clienții. În schimb, concurenții săi precum Zara comandă cantități mai mari (aproximativ 500), crescându-și șansele de a pierde profit dacă comenzile nu sunt achiziționate în totalitate. Potrivit Bloomberg News, strategia de loturi mici a lui Shein este considerată cheia succesului său. Furnizorii care lucrează cu Shein și-au văzut, de asemenea, afacerea crescând pe măsură ce amploarea creștea.

## Lobbying
În 2022, Shein i-a angajat pe Akin Gump Strauss Hauer & Feld și Ben Quayle ca lobbyiști, conform dezvăluirilor de lobby federale din SUA. Potrivit Politico, campania de lobby a lui Shein este orientată spre eliminarea cererilor de muncă forțată.

## Tratament fiscal
Shein poate evita plata taxelor de export și de import, contribuind la marje mai mari. Proiectul legislativ al SUA, Secțiunea 321 din Legea privind facilitarea și aplicarea comerțului din 2015 (numit și „de minimis”), prevede că orice import de până la 800 USD de persoană este scutit de taxe vamale. Acest proiect de lege ia permisul lui Shein să livreze în SUA fără să plătească taxe, permițându-i lui Shein să aibă un avantaj competitiv față de companiile naționale din SUA.
În aprilie 2023, oficialii brazilieni au declarat că Shein a folosit o lacună în legea braziliană pentru a practica evaziunea fiscală și „contrabanda” către consumatorii din țară.

### Acuzații de evaziune fiscală
Regatul Unit cere vânzătorilor străini care expediază loturi de valoare mică (sub 135 de lire sterline) să se înregistreze pentru TVA-ul din Regatul Unit, să colecteze TVA de la cumpărători pentru astfel de transporturi și să-l trimită către Fiscul și Vama Majestății Sale. S-a sugerat că Shein nu a reușit să facă acest lucru timp de cel puțin 9 luni de la intrarea în vigoare a cerinței, iar site-ul său web nu afișează numărul său de înregistrare a societății din Regatul Unit și nici nu detaliază TVA-ul, așa cum cer regulile Regatului Unit.

## Controverse

### Impact asupra mediului
Deutsche Welle a lansat la sfârșitul anului 2021 un videoclip care detaliază sistemul ultra-rapid pe care se bazează Shein, criticând țintirea tinerilor adolescenți mai puțin probabil să ia decizii financiare înțelepte, precum și impactul asupra mediului cauzat. Alte instituții media au subliniat natura care provoacă dependență a aplicației, observând modul în care prețurile sale mici îi determină pe oameni să cumpere lucruri de care nu au nevoie. Datorită accesibilității lui Shein, majoritatea hainelor nu sunt de înaltă calitate și pot determina oamenii să se debaraseze de ele, exacerbând problema deșeurilor textile. În 2023, revista Time a raportat că compania producea peste 6,3 milioane de tone de dioxid de carbon în fiecare an.
Ca răspuns la critici, Shein a lansat un serviciu de revânzare în aplicația sa din SUA, care permite cumpărarea și vânzarea de modă Shein la mâna a doua. Există reacții mixte la eficacitatea acestei inițiative. Piesele Shein sunt foarte accesibile, prin urmare clienții pot alege să cumpere un articol nou în loc să cumpere o piesă revânzătoare.

### Expunere nesigură la plumb
Shein a fost, de asemenea, citată într-o investigație Marketplace supravegheată de profesorul Miriam Diamond de la Universitatea din Toronto pentru că a vândut jachete pentru copii mici care conțineau de aproape 20 de ori cantitatea de plumb permisă de reglementările de siguranță ale Health Canada. Compania a vândut, de asemenea, o poșetă roșie care conținea de cinci ori cantitatea permisă de plumb. Shein a notificat Marketplace-ul că nu vor mai vinde cele două articole și că vor înceta să mai primească provizii de la furnizorii corespunzători până când problema va fi rezolvată.

### Încălcări ale legislației muncii
În 2021, o investigație Public Eye a raportat că angajații a șase furnizori Shein din Guangzhou lucrau 75 de ore pe săptămână, încălcând legile muncii din China. Public Eye a descoperit și ateliere cu coridoare și scări blocate.
Shein a spus că a construit o echipă internă pentru a monitoriza partenerii din lanțul de aprovizionare și se angajează cu agenții independente, cum ar fi Grupul Intertek, pentru a efectua audituri regulate și neanunțate.

### Cererea de certificare ISO
În august 2021, Shein a susținut pe site-ul său web că fabricile sale au fost certificate de Organizația Internațională pentru Standardizare (ISO) și respectă standardele stabilite de „organizații precum SA8000”. În timp ce ISO stabilește standarde, nu certifică în mod direct nicio companie. SA8000 nu este o organizație, ci un standard administrat de Social Accountability International, care spunea că Shein nu a primit o astfel de certificare. Afirmația a fost eliminată după ce Reuters a întrebat compania despre aceasta.

### Sclavi anti-moderni
Modern Slavery Act din 2015 din Regatul Unit cere companiilor de peste o anumită dimensiune să facă declarații despre modul în care luptă împotriva sclaviei moderne. O lege similară a fost adoptată în Australia. Shein a refuzat să-și dezvăluie veniturile către Reuters în 2021, dar a spus că este în proces de pregătire a unor astfel de declarații.
În iunie 2023, Shein a fost inclus într-un raport al Congresului intitulat „Fast Fashion and the Uyghur Genocid”.

### Ancheta Franceză
În noiembrie 2023, Ministerul Francez al Economiei și Finanțelor a inițiat o investigație asupra lui Shein pentru a evalua conformitatea acestuia cu orientările internaționale și cu legile Franceze, după ce Partidul Socialist a acuzat compania că nu respectă drepturile omului, mediul și interesul consumatorilor. Shein a spus că va coopera cu ancheta.

### Bumbacul Xinjiang
În noiembrie 2022, Bloomberg News a raportat că îmbrăcămintea lui Shein a fost făcută din bumbac provenit din Xinjiang, pe fondul persecuției împotriva uigurilor din China. În urma raportului, o coaliție de senatori americani i-a scris lui Shein pentru a-i cere informații despre utilizarea potențială a muncii forțate în Xinjiang pentru produsele din bumbac.
Experții juridici au remarcat că Shein ar putea evita repercusiunile Legii de prevenire a muncii forțate uigure, deoarece majoritatea coletelor Shein expediate în S.U.A. valorează mai puțin de 800 USD (transporturi de minimis), ceea ce înseamnă că inspecția de către vamă poate fi renunțată.
În mai 2023, un grup de parlamentari americani au cerut Comisiei pentru Valori Mobiliare și Burse din SUA să oprească oferta publică inițială a lui Shein până când compania va putea verifica că nu folosește muncă forțată pentru produsele sale.
În august 2023, 16 state din SUA au solicitat Comisiei pentru Valori Mobiliare și Burse să auditeze lanțul de aprovizionare al lui Shein pentru muncă forțată înainte de oferta sa publică inițială.

### Încălcarea proprietății intelectuale
Shein a fost dat în judecată de creatorii indie și de companii precum Deckers Outdoor Corporation și Levi Strauss & Co. pentru încălcarea drepturilor de autor și a mărcilor comerciale. Cele mai multe dintre aceste cazuri au fost soluționate în afara instanței.
În 2021, AirWair International Limited, cunoscută pentru cizmele Dr. Martens, a acuzat într-un proces Shein și compania asemănătoare, Romwe, că au vândut copii ale modelelor lor (și le-au numit „Martins”) la un preț mai ieftin în timp ce foloseau fotografii. de pantofi autentici Dr. Marten pentru a „atrage clienții”, la care Shein a răspuns cu o negare generală a afirmațiilor AirWair International.
În martie 2021, Ralph Lauren a intentat un proces pentru încălcarea mărcii comerciale și concurență neloială împotriva companiei-mamă a lui Shein. În plângere, Ralph Lauren a spus că Zoetop Business Co. care vinde îmbrăcăminte cu o marcă „în mod confuz de asemănător” a fost o exploatare a „bunăvoinței și reputației lor de produse Ralph Lauren autentice”.
În 2022, Secretariatul pentru Cultură din Mexic a pus la îndoială utilizarea de către Shein a elementelor culturale mayașe în designul uneia dintre hainele sale. Elementele reprezentau „creativitatea colectivă” transmisă prin generații de oameni mayași. Shein a eliminat ulterior articolul de pe site-ul său web.

### Acuzații de furt de design
Shein a fost acuzat de zeci de artiști, mici comercianți de modă și mărci precum Reclamare PH și Sincerely RIA că le-au copiat modelele, inclusiv ace de enamel. Cu toate acestea, există „puțină protecție pentru creatori”, deoarece articolele cu funcții de bază și utile nu sunt acoperite în mare măsură de legile privind drepturile de autor și orice element unic sau creativ trebuie separat atunci când se fac revendicări. Potrivit unui avocat intervievat de NPR, mărcile de modă rapidă pot merge pe linia fină prin copierea „doar suficient” fără a afecta nimic care este „protejat legal”.
În 2018, Ilse Valfre, care deține brandul Valfré din LA, a fost notificată de clienții săi că Shein vinde „copii identice” pentru produsele ei. Quinn Jones, care este co-fondatorul companiei americane Kikay, a spus că a găsit modele de cercei pe Shein care erau foarte asemănătoare cu cerceii lui Kikay. Ca răspuns la controversă, Shein a eliminat produsele și s-a angajat să renunțe la furnizorul care a produs articolul copiat.
Pentru a aduce conștientizarea acțiunilor lui Shein și pentru a ajuta la susținerea mărcilor și artiștilor indie, hashtag-ul „boycottShein” a devenit popular pe TikTok și Twitter în 2020. În 2021, Mariama Diallo, fondatoare și designer pentru Sincerely Ria, a acuzat pe Shein că i-a furat design-urile într-un Tweet care includea imagini comparative pentru a-și demonstra punctul de vedere.
În iulie 2023, un proces civil a fost intentat împotriva lui Shein în SUA, susținând că încălcarea agresivă a drepturilor de autor echivalează cu racket în temeiul Legii privind organizațiile corupte și influențate de racket (RICO). Procesul, intentat de trei creatori de modă, susține că Shein a produs, distribuit și vândut copii exacte ale lucrării lor creative fără permisiune. Procesul mai susține că Shein a folosit inteligența artificială în acest proces, dar rolul pe care l-a jucat de fapt este uneclar.
Un analist al industriei exprimă că, atâta timp cât compania are încă spațiu de creștere, ar fi motivată să continue să-și extindă oferta de produse cât de repede poate și să accepte că unele dintre articole nu ar fi conform normelor de proprietate intelectuală.
În ianuarie 2024, gigantul japonez de modă Uniqlo a declarat că îl dă în judecată pe Shein pentru imitații ale unei genți crossbody. Procesul intentat în Japonia împotriva Shein Japan și a două filiale „cere încetarea imediată a vânzărilor de produse de imitație și compensarea daunelor suferite”, a spus Uniqlo într-un comunicat.

### Preocupări privind securitatea datelor
Shein s-a confruntat cu o încălcare a datelor în 2018, care a compromis adresele de e-mail și parolele criptate a 6,42 milioane de utilizatori. Ulterior, a fost dezvăluit că compania a mințit cu privire la gravitatea încălcării. Numărul de conturi afectate a fost de fapt de 39 de milioane, informațiile despre cardul de credit au fost, de asemenea, compromise, iar mulți utilizatori nu au fost notificați sau nu li s-a cerut să-și reseteze parola ulterior. În 2022, compania-mamă a lui Shein, Zoetop, a fost amendată cu 1,9 milioane de dolari de către autoritățile statului New York pentru răspunsul său inadecvat la încălcarea datelor. În 2023, SUA i-au acuzat pe Temu și Shein de riscuri legate de date în cele mai recente acțiuni care vizează aplicațiile susținute de chinezi. În decembrie 2023, Comisia pentru energie și comerț a Camerei Statelor Unite a solicitat mai multe informații de la Shein cu privire la practicile sale de confidențialitate a datelor și relația sa cu Partidul Comunist Chinez. În ianuarie 2024, The Wall Street Journal a raportat că Administrația Cyberspace din China examinează cu atenție practicile de securitate a datelor ale lui Shein.

### Interzicerea aplicațiilor în India
În iunie 2020, aplicația Shein a fost interzisă în India din cauza problemelor de confidențialitate. Ministerul Electronicei și Tehnologiei Informației din India a clasificat aplicația Shein împreună cu alte 59 de aplicații chinezești în conformitate cu Secțiunea 69A din Legea privind Tehnologia Informației, 2000, spunând „Primind informații recente credibile că astfel de aplicații reprezintă o amenințare la adresa suveranității și integrității India, guvernul Indiei a decis să interzică utilizarea [...] atât pe dispozitivele mobile, cât și pe dispozitivele care nu au acces la internet." Secțiunea 69A acordă guvernului central „puterea de a emite instrucțiuni pentru blocarea accesului public la orice informație prin orice resursă informatică”. Cu toate acestea, în India este încă legal să achiziționați produse Shein pe alte site-uri web care nu sunt reglementate de secțiunea 69A.

### Critici pentru imagini jignitoare
În iulie 2020, un colier cu o zvastica a fost raportat și ulterior scos de pe site ca răspuns la criticile publice pe scară largă; marca a explicat că era un simbol religios budist, nu o zvastica nazistă.
În mai 2021, Shein a primit critici pentru că a oferit o husă pentru telefon cu o imagine a unui bărbat de culoare încătușat, conturată cu cretă. Shein și-a cerut scuze pentru imaginea ofensivă neintenționată și pentru că a folosit-o fără permisiunea designerului său original, care a creat imaginea după uciderea lui Michael Brown. El i-a cerut lui Shein să doneze veniturile din vânzări către Black Lives Matter.